# Здобуток
Здобуток (до 2016 року — Здобуток Жовтня) — селище в Україні, у Тальнівській міській громаді Черкаської області. У селі мешкає 703 людини.

## Географічні відомості
Розташоване на південному сході за 3 км від районного центру м. Тальне. Загальна площа території сільської ради становить 1512,8 га. Станом на 01.01.2007 р. у селищі налічується 257 дворів, у яких проживає 713 осіб.

## Історія
Засноване 7 листопада 1922 р. Федором Івановичем Дубковецьким як артіль «Вулик і бджола» на 5 гектарі земель колишньої економії Гречкове, що належала родині Шувалових. 1929 р. артіль перетворено на колгосп «Здобуток Жовтня».
Під час Другої світової війни, з 29 липня 1941 р. до 8 березня 1944 р. село було зайняте нацистами. Колгосп було збережено як цілісне господарство, яке очолював майор Дітріх.
До Червоної Арпмії було мобілізовано 95 мешканців села, з них — 72 загинули, 22 члени колгоспу «Здобуток Жовтня» були вимушено вивезені на роботи до Німеччини.
З 1989 р. селище газифіковано, вулиці заасфальтовано, водопостачання централізовано.
На території працюють ТОВ «Здобуток», філія Уманського тепличного комбінату, частково газокомпресорна станція, зареєстровано 9 індивідуальних підприємців. На території населеного пункту налічується 12 ставків, площею 19,9 га, у яких орендарі розводять рибу.
Житлове будівництво здійснюється індивідуальними забудовниками.
102 дитини шкільного віку та 20 дітей дошкільного віку виховуються та навчаються в освітніх закладах м. Тального, куди їх вчасно доставляють спеціальним автобусом.
У 2016 році селище Здобуток Жовтня було перейменовано на Здобуток.
29 жовтня 2017 року митрополит Черкаський і Чигиринський Іоан в Здобутку освятив новозбудований храм УПЦ КП на честь святого великомученика Димитрія Солунського.

## Постаті
- Дубковецький Федір Іванович (1894—1960 рр.) — засновник села, двічі Герой Соціалістичної Праці.
- Гаврилова Тетяна Андріївна — Герой Соціалістичної Праці, депутат Верховної Ради УРСР VII—XI скликань, обиралася заступником голови Верховної Ради УРСР, делегатом партійних з'їздів, нагороджена орденом Леніна та медалями.